# Михальски, Авраам
Рав Авраа́м Я́ков Ю́лиус (Йехи́ель) Миха́льски (ивр.  יעקב אברהם יחיאל ב"ר שאול מיכלסקי‎, нем. Jakob Abraham Julius (Jechiel) Michalski; 12 августа 1889, Берлин, Германия — 15 февраля 1961, Тель-Авив, Израиль) — немецкий раввин и учитель в Ортодоксальной еврейской религиозной общине Карлсруэ.

## Биография
Авраам Михальски, сын торгового агента Шауля (Салли) Михальски и его жене Эрнестины (урождённой Александер), вырос в строго ортодоксальной религиозной еврейской семье. Посещал в Берлине религиозную школу "Адасс Исроель" и Софиен-гимназию, которую закончил в 1908 году, сдав экзамены на аттестат зрелости. За ним последовали девять семестров учебы, в том числе восточных языков в родном городе, где он оставался до 1912 года, в раввинской семинарии Ортодоксального иудаизма, где предподавали Дэвид Хоффман, Йозеф Вольгемут и Авраам Берлинер. Поступил в 1913/1914 годах в Мюнстерский университет, на философский факультет, где в 1915 году, получил учёную степень, защитив диссертацию о влиянии Талмуда с комментариями Раши на францисканского теолога доктора Николауса из Лирье
В декабре 1918 года он женился на предподавательнице Бэлле Хиршман, родившейся 1 сентября 1893 в Фишахе.
В 1924 году Авраам Михальски стал преемником погибшего Синая Шиффера, заняв его пост раввина Ортодоксальной религиозной общины в Карлсруэ. Там он был советником и консультантом, участвовал в религиозном воспитании детей, проповедовал и работал в Бейс-Дине. Также участвовал в Ассоциации еврейских детских садов в Карлсруэ, основанной Синаем Шиффером и расположенной в помещениях Ортодоксальной синагоги на Карл-Фридрих-Штрассе,16 (Karl-Friedrich-Strasse 16) в Карлсруэ, где размещался детский сад с религиозным образованием. Проживал с женой в синагоге.
Незадолго до начала войны, супруги получили разрешение репатриироваться на подмандатную территорию Палестины. В декабре 1939 года, поездка в Марсель была осуществлена в запломбированном вагоне, а оттуда на корабле "Шампольон" в Хайфу. Примерно в 1958 году уже насчитывалось около 30 человек, состоявших в организованном равом Михальски "немецком" сообществе "Адасс Израэль" в Тель-Авиве, где пара жила в скромных условиях. 
Рав Авраам Михальски умер 15 февраля 1961 года. Вскоре после смерти мужа, 9 апреля 1961 года умерла его вдова, Белла Михальски.

## Литературные работы
- Влияние на Николая из Лирье комментариев Раши к книгам Левит, Чисел и Второзаконие. Лейпциг (Raschis Einfluss auf Nicolaus von Lyra in der Auslegung der Bücher Leviticus, Numeri und Deuteronomium. Leipzig : Drugulin, 1915, 38 S. Auch abgedruckt in: Zeitschrift f. d. Alttestamentl. Wiss. Jg. 35. 1915; Jg. 36. 1916. (Zugl. Münster, Phil. Diss., 1916)) (нем.)
- Лимудей Авраам: "Районот лемишнайот". Том 1 (1947), Том 2 (1961, посмертно), Иерусалим. (Limudei Avraham: Ra'ayonot l'Mishnayot. Bd. 1 (1947), Bd. 2 (1961, postum), Jerusalem.)[6] (иврит)